# 98.12.28 Otokotachi no Wakare
98.12.28 Otokotachi no Wakare (98.12.28 男達の別れ, 98.12.28 Otokotachi no wakare) é o terceiro e último álbum ao vivo pela banda Japonesa Fishmans. Esta seria a última performance ao vivo da banda. Ela marca um ponto essencial na carreira da banda, e é amplamente considerada como um álbum proeminente e notável em sua discografia. Foi gravado e filmado em Akasaka Blitz, uma casa de shows localizada em Minato, Tokyo, em 28 de dezembro de 1998, e foi mais tarde lançado como um álbum ao vivo sob o título 98.12.28 男達の別れ, através da Polydor Records.

## Performance
Esta era para ter sido a última apresentação ao vivo da banda antes da morte de Shinji Sato. Os Fishmans tocaram suas músicas mais amadas e reconhecidas, incluindo "ひこうき", "いかれた Baby", "ナイトクルージング", "Melody", "Walking in the Rhythm", e "ゆらめき in the Air". Eles inclusive tocaram seu sexto álbum de estúdio Long Season na íntegra. O concerto deixa claro como haviam progredido esteticamente de uma banda altamente influenciado por reggae e dub music, para dream pop e neo-psicodelia.

## Reconhecimento
Por mais que os Fishmans tenham recebido reconhecimento internacional escarço quando estavam na ativa, 98.12.28 Otokotachi no Wakare tornou-se elogiado entre várias comunidades de música online. As notas dos usuários no website RateYourMusic (RYM) fizeram com que o álbum entrasse na chart de melhores álbuns de todos os tempos na 117.ª posição, assim como também em segunda posição como melhor álbum de 1999 e o segundo melhor álbum ao vivo de todos os tempos.

## Lista de faixas
| Disco 1        |                                |         |  |
| N.º            | Título                         | Duração |  |
| 1.             | "Oh! Slime"                    | 7:52    |  |
| 2.             | "ナイトクルージング"           | 6:25    |  |
| 3.             | "なんてったの"                 | 6:26    |  |
| 4.             | "Thank You"                    | 2:58    |  |
| 5.             | "幸せ者"                       | 4:05    |  |
| 6.             | "頼りない天使"                 | 4:53    |  |
| 7.             | "ひこうき"                     | 9:11    |  |
| 8.             | "In the Flight"                | 6:49    |  |
| 9.             | "Walking in the Rhythm"        | 7:44    |  |
| 10.            | "Smilin' Days, Summer Holiday" | 4:57    |  |
| 11.            | "Melody"                       | 5:50    |  |
| Duração total: | Duração total:                 | 67:17   |  |

| Disco 2        |                       |         |  |
| N.º            | Título                | Duração |  |
| 12.            | "ゆらめき in the Air" | 16:00   |  |
| 13.            | "いかれた Baby"       | 5:38    |  |
| 14.            | "Long Season"         | 41:31   |  |
| Duração total: | Duração total:        | 63:15   |  |

## Membros
Fishmans
- Shinji Sato - vocal, guitarra
- Yuzuru Kashiwabara - baixo, refrão
- Motegi Kinichi - bateria, guitarra, refrão, sampler

Músicos adicionais
- Honzi - teclado, violino, refrão
- Michio "Darts" Sekiguchi - guitarra, refrão

Equipe técnica
- ZAK - gravação e reprodução
- Yuka Koizumi – masterização